# Melocactus caroli-linnaei
Melocactus caroli-linnaei es una especie fanerógama perteneciente a la familia de las Cactaceae. 

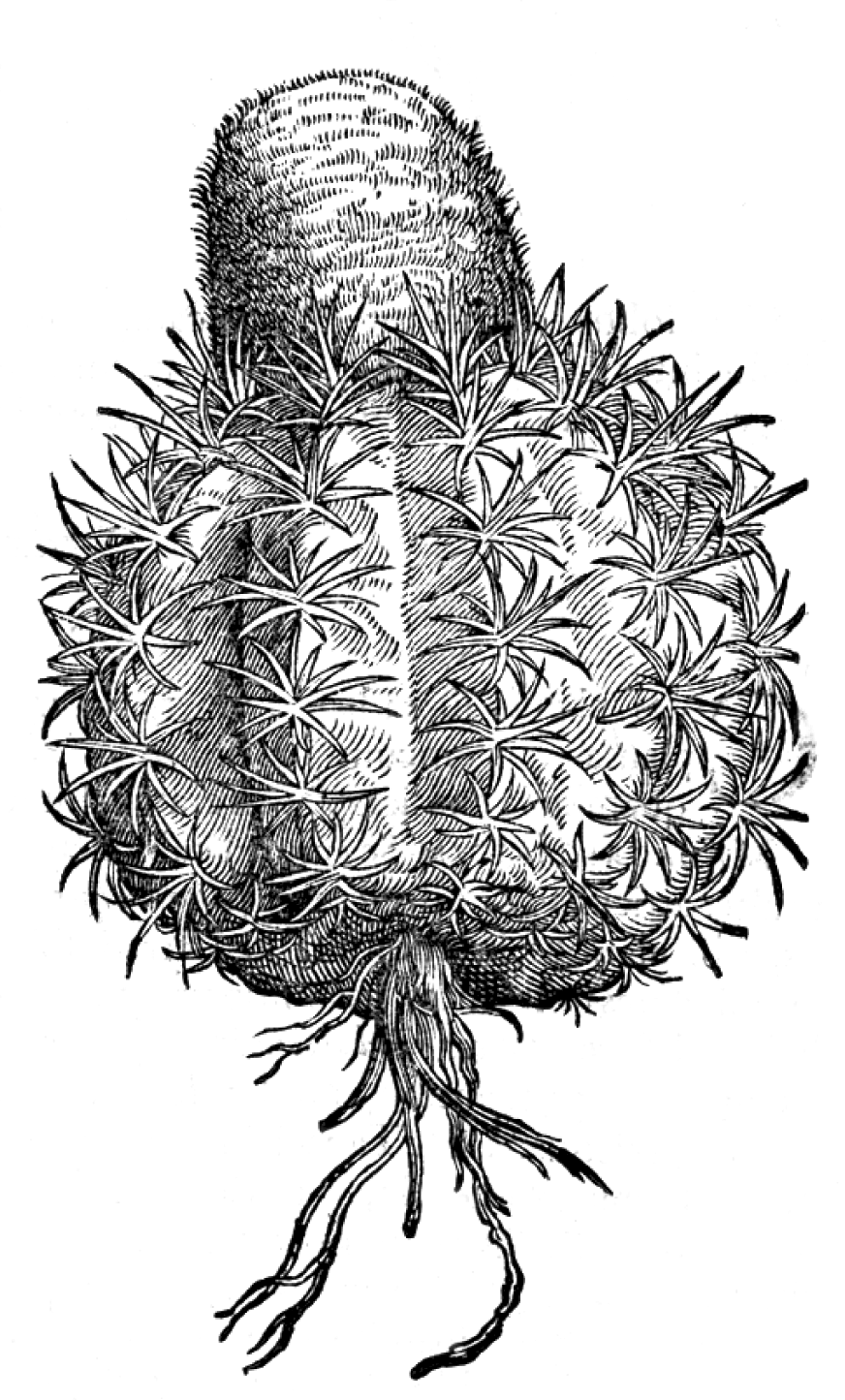
Ilustración del libro Exoticorum de Charles de l’Écluse, 1605

## Descripción
Melocactus caroli-linnaei crece con tallos cilíndricos de color verde y alcanza un tamaño de hasta 1 metro de altura. El tallo tiene diez a quince costillas o pliegues con areolas de diez a doce espinas cada una (a veces más). Las fuertes espinas de 3 a 5 centímetros de largo son de un color amarillo parduzco. Las muy densas, largas y fuertes cerdas de cefalio ocultan su lana. Las flores son estrechas, rojas y de hasta 4 centímetros de largo. Los frutos rojos en forma de maza  alcanzan una longitud de hasta 5 centímetros.

## Distribución
Es endémica del sur de Jamaica. Se produce en las elevaciones entre el nivel del mar y 50 m en suelos de piedra caliza. La distribución de esta especie está probable fragmentada. 

## Taxonomía
Melocactus caroli-linnaei fue descrita por Nigel Paul Taylor y publicado en Bradleya; Yearbook of the British Cactus and Succulent Society 9: 78. 1991.
Etimología
Melocactus: nombre genérico, utilizado por primera vez por Tournefort, proviene del latín melo, abreviación de melopepo (término con que Plinio el Viejo designaba al melón). Se distingue de las demás cactáceas cilíndricas por tener un cefalio o gorro rojo, razón por la que los primeros españoles que llegaron a Sudamérica le llamaban "gorro turco".
caroli-linnaei: epíteto otorgado en honor del botánico Carlos Linneo.
Sinonimia
- Cactus melocactus[3][4]